# Temporada da ProA de 2021-22
A Temporada 2021-22 da ProA foi a 15ª edição da competição de secundária do basquetebol masculino da Alemanha segundo sua pirâmide estrutural. É organizada pela 2.Bundesliga GmbH sob as normas da FIBA. 

## Clubes participantes
Para a atual temporada permanecem quinze equipes que disputaram a temporada 2019-20 com exceção do FC Schalke 04 que optou por não seguir no escalão e do Niners Chemnitz que foi admitido na Bundesliga 2020-21
| Clube                       | Cidade               |
| --------------------------- | -------------------- |
| Artland Dragons             | Quakenbrück          |
| Bayer Giants Leverkusen     | Leverkusen           |
| Eisbären Bremerhaven        | Bremerhaven          |
| Itzehoe Eagles              | Itzehoe              |
| Medipolis SC Jena           | Jena                 |
| Nürnberg Falcons            | Nuremberga           |
| Phoenix Hagen               | Hagen                |
| PS Kalsruhe Lions           | Carlsrue             |
| RASTA Vechta                | Vechta               |
| Rostock Seawolves           | Rostoque             |
| RÖMERSTROM Gladiators Trier | Tréveris             |
| Team Ehingen Urspring       | Ehingen              |
| Uni baskets Paderborn       | Paderborn            |
| Tigers Tübingen             | Tubinga              |
| VfL Kirchheim Knights       | Kirchheim unter Teck |
| VfL SparkassenStars Bochum  | Bochum               |
| wiha Panthers Schwenningen  | Schwenningen         |

|  |                                          |
|  | Promovidos da ProB na temporada anterior |
|  | Rebaixados da BBL na temporada anterior  |

## Temporada regular

### Tabela de classificação
| Pos. | Clube                       | J  | V  | D  | Pts. | PF    | PC    | Dif. | Classificação        |
| ---- | --------------------------- | -- | -- | -- | ---- | ----- | ----- | ---- | -------------------- |
| 1    | Tigers Tübingen             | 32 | 23 | 9  | 46   | 2.862 | 2.637 | 225  | Playoffs             |
| 2    | Rostock Seawolves           | 32 | 23 | 9  | 46   | 2.947 | 2.652 | 295  | Playoffs             |
| 3    | Medipolis SC Jena           | 32 | 22 | 10 | 44   | 2.902 | 2.618 | 284  | Playoffs             |
| 4    | RÖMERSTROM Gladiators Trier | 32 | 19 | 13 | 38   | 2.805 | 2.608 | 197  | Playoffs             |
| 5    | Bayer Giants Leverkusen     | 32 | 19 | 13 | 38   | 2.937 | 2.756 | 181  | Playoffs             |
| 6    | Uni baskets Paderborn       | 32 | 19 | 13 | 38   | 2811  | 2.776 | 35   | Playoffs             |
| 7    | PS Kalsruhe Lions           | 32 | 19 | 13 | 38   | 2.868 | 2.817 | 51   | Playoffs             |
| 8    | Eisbären Bremerhaven        | 32 | 18 | 14 | 36   | 3.078 | 2.826 | 252  | Playoffs             |
| 9    | Nürnberg Falcons            | 32 | 18 | 14 | 36   | 2656  | 2.694 | -38  |                      |
| 10   | Phoenix Hagen               | 32 | 17 | 15 | 34   | 2.815 | 2.723 | 92   |                      |
| 11   | VfL Kirchheim Knights       | 32 | 16 | 16 | 32   | 2.637 | 2.675 | -38  |                      |
| 12   | RASTA Vechta                | 32 | 16 | 16 | 32   | 2.666 | 2.688 | -22  |                      |
| 13   | VfL SparkassenStars Bochum  | 32 | 13 | 19 | 26   | 2.781 | 2.892 | -111 |                      |
| 14   | wiha Panthers Schwenningen  | 32 | 13 | 19 | 26   | 2.590 | 2.810 | -220 |                      |
| 15   | Artland Dragons             | 32 | 12 | 20 | 24   | 2726  | 2776  | -50  |                      |
| 16   | Itzehoe Eagles              | 32 | 4  | 28 | 8    | 2.512 | 2901  | -389 | Rebaixados para ProB |
| 17   | Team Ehingen Urspring       | 32 | 1  | 31 | 2    | 2.433 | 3177  | -744 | Rebaixados para ProB |

### Partidas
| Casa\Visitante              | ART    | BAY    | EIS     | ITZ    | JEN    | NÜR     | PHO    | KAL     | RAS    | ROS    | ROM    | TEA    | UNI     | TIG    | VFL    | BOC    | WIH    |
| --------------------------- | ------ | ------ | ------- | ------ | ------ | ------- | ------ | ------- | ------ | ------ | ------ | ------ | ------- | ------ | ------ | ------ | ------ |
| Artland Dragons             |        | 65-103 | 88-115  | 74-86  | 86-94  | 78-81   | 85-79  | 84-88   | 67-69  | 96-94  | 102-98 | 110-74 | 97-89   | 103-97 | 80-90  | 84-92  | 93-88  |
| Bayer Giants Leverkusen     | 97-78  |        | 103-112 | 113-88 | 93-80  | 90-102  | 92-99  | 109-71  | 93-80  | 95-85  | 90-76  | 106-87 | 102-85  | 86-79  | 102-99 | 104-75 | 78-81  |
| Eisbären Bremerhaven        | 83-94  | 93-86  |         | 109-81 | 107-91 | 80-83   | 108-93 | 94-101  | 95-109 | 84-95  | 84-87  | 116-84 | 80-87   | 100-81 | 109-90 | 102-88 | 113-76 |
| Itzehoe Eagles              | 73-80  | 79-85  | 82-80   |        | 61-73  | 76-79   | 63-93  | 87-92   | 67-84  | 65-89  | 78-105 | 111-74 | 90-92   | 62-96  | 83-85  | 75-85  | 88-98  |
| Medipolis SC Jena           | 89-70  | 98-88  | 84-89   | 101-74 |        | 88-71   | 89-73  | 113-109 | 81-82  | 85-89  | 74-76  | 103-76 | 92-84   | 98-85  | 93-103 | 121-83 | 100-83 |
| Nürnberg Falcons            | 74-71  | 81-89  | 72-90   | 89-71  | 84-71  |         | 72-91  | 89-83   | 87-69  | 79-95  | 87-103 | 85-74  | 71-87   | 90-92  | 71-93  | 105-93 | 83-76  |
| Phoenix Hagen               | 95-94  | 79-94  | 95-93   | 88-80  | 87-99  | 71-75   |        | 78-86   | 83-57  | 102-97 | 86-67  | 111-79 | 103-81  | 81-87  | 87-92  | 90-96  | 94-91  |
| PS Kalsruhe Lions           | 85-86  | 99-77  | 84-96   | 89-85  | 94-106 | 90-84   | 93-88  |         | 88-98  | 87-86  | 75-96  | 114-65 | 57-88   | 75-85  | 97-70  | 109-94 | 82-68  |
| RASTA Vechta                | 91-86  | 92-87  | 85-78   | 103-80 | 83-88  | 107-118 | 82-93  | 99-107  |        | 54-68  | 67-81  | 97-63  | 87-96   | 93-72  | 83-96  | 91-82  | 78-79  |
| Rostock Seawolves           | 79-69  | 93-96  | 98-112  | 100-81 | 94-81  | 105-70  | 91-77  | 73-80   | 95-66  |        | 91-81  | 112-79 | 107-68  | 83-79  | 102-85 | 91-74  | 87-85  |
| RÖMERSTROM Gladiators Trier | 91-75  | 84-80  | 98-88   | 86-68  | 69-76  | 90-55   | 92-96  | 104-82  | 69-76  | 87-69  |        | 100-76 | 89-75   | 81-88  | 92-86  | 103-81 | 91-77  |
| Team Ehingen Urspring       | 63-106 | 75-82  | 72-110  | 78-94  | 52-84  | 83-88   | 90-101 | 91-111  | 80-90  | 83-95  | 69-101 |        | 73-85   | 83-98  | 78-92  | 75-116 | 81-76  |
| Uni baskets Paderborn       | 99-89  | 101-89 | 89-115  | 98-80  | 99-94  | 82-88   | 73-72  | 81-85   | 99-86  | 79-82  | 104-88 | 98-81  |         | 82-73  | 84-67  | 86-81  | 86-92  |
| Tigers Tübingen             | 99-94  | 87-76  | 87-74   | 104-61 | 98-85  | 84-83   | 95-90  | 112-85  | 79-74  | 109-88 | 89-76  | 103-75 | 82-86   |        | 102-93 | 98-72  | 74-73  |
| VfL Kirchheim Knights       | 75-67  | 78-83  | 90-74   | 83-76  | 58-89  | 57-89   | 86-79  | 76-74   | 79-81  | 93-97  | 71-65  | 87-54  | 71-58   | 67-83  |        | 94-85  | 72-78  |
| VfL SparkassenStars Bochum  | 91-76  | 91-86  | 90-114  | 105-80 | 74-91  | 77-86   | 81-83  | 82-102  | 70-67  | 88-108 | 92-77  | 99-73  | 102-106 | 77-65  | 89-81  |        | 91-73  |
| wiha Panthers Schwenningen  | 55-99  | 74-100 | 83-81   | 91-87  | 55-74  | 88-85   | 63-78  | 73-94   | 82-86  | 72-90  | 75-103 | 96-93  | 111-104 | 91-82  | 91-78  | 96-85  |        |

## Playoffs

### Quartas de finais
| Time 1                      | Série | Time 2                  | 1º Jogo | 2º Jogo   | 3º Jogo | 4º Jogo | 5º Jogo |
| --------------------------- | ----- | ----------------------- | ------- | --------- | ------- | ------- | ------- |
| Tigers Tübingen             | 3 - 1 | Eisbären Bremerhaven    | 82 - 78 | 82 - 75   | 89 - 95 | 84 - 80 | -       |
| RÖMERSTROM Gladiators Trier | 1 - 3 | Bayer Giants Leverkusen | 92 - 68 | 81 - 84   | 75 - 81 | 75 - 80 | -       |
| Rostock Seawolves           | 3 - 0 | PS Kalsruhe Lions       | 87 - 66 | 107 - 103 | 81 - 72 | -       | -       |
| Medipolis SC Jena           | 3 - 2 | Uni baskets Paderborn   | 89 - 94 | 84 - 100  | 84 - 83 | 86 - 91 | 73 - 59 |

### Semifinais
| Time 1            | Série | Time 2                  | 1º Jogo | 2º Jogo | 3º Jogo | 4º Jogo | 5º Jogo |
| ----------------- | ----- | ----------------------- | ------- | ------- | ------- | ------- | ------- |
| Tigers Tübingen   | 3 - 0 | Bayer Giants Leverkusen | 85 - 83 | 87 - 67 | 74 - 62 | -       | -       |
| Rostock Seawolves | 3 - 1 | Medipolis SC Jena       | 84 - 65 | 87 - 97 | 85 - 78 | 77 - 76 | -       |

### Final
| Time 1          | Série | Time 2            | 1º Jogo | 2º Jogo | 3º Jogo |
| --------------- | ----- | ----------------- | ------- | ------- | ------- |
| Tigers Tübingen | 0 - 2 | Rostock Seawolves | 73 - 81 | 77 - 78 | -       |

### Promovidos para aBBL
- Rostock Seawolves [4]
- Tigers Tübingen

### Rebaixados para aProB
- Itzehoe Eagles[5]
- Team Ehingen Urspring[6]

## Artigos relacionados
- Bundesliga
- 2.Bundesliga ProB
- Regionalliga
- Seleção Alemã de Basquetebol